# Puchar Tatrzański 2021
74. edycja Pucharu Tatrzańskiego – rozegrana została w dniach 19 - 22 sierpnia 2021. W turnieju wzięło udział sześć drużyn. Mecze rozgrywane były w hali Zimný štadión mesta Poprad.
Do turnieju oprócz drużyny gospodarzy HK Poprad zaproszono pięć drużyn: włoski HC Pustertal–Val Pusteria, polską Cracovię, oraz słowackie HK Spišská Nová Ves, HC 21 Prešov i MHk 32 Liptovský Mikuláš. Drużyny rywalizowały w dwóch grupach i rozgrywały mecze w systemie każdy z każdym. Zwycięzcy grup zmierzyli się w finale, drużyny z drugich miejsc zagrały w meczu o 3 miejsce, natomiast drużyny z trzecich miejsc grały o 5 miejsce. Obrońcą tytułu była drużyna HK Poprad.
W tegorocznej edycji Pucharu Tatrzańskiego najlepsza okazała się po raz pierwszy w historii drużyna włoska HC Pustertal–Val Pusteria. Skład podium uzupełniły drużyny gospodarzy MHk 32 Liptovský Mikuláš oraz polska Cracovia.

## Faza grupowa
Grupa A
| 19 sierpnia 2021 | HK Poprad | 3:1 | HK Spišská Nová Ves | Zimný štadión mesta Poprad, Poprad |

| Szczegóły      | Szczegóły                                    | Szczegóły       | Szczegóły | Szczegóły   |
| -------------- | -------------------------------------------- | --------------- | --------- | ----------- |
| Godzina: 19:00 | D. Skokan 29' L. Handlovský 43' A. Drgoň 53' | (0:0, 1:1, 2:0) | 32' Ville | Widzów: 702 |

| 20 sierpnia 2021 | HK Spišská Nová Ves | 3:6 | MHk 32 Liptovský Mikuláš | Zimný štadión mesta Poprad |

| Szczegóły      | Szczegóły                              | Szczegóły       | Szczegóły                                                                              | Szczegóły  |
| -------------- | -------------------------------------- | --------------- | -------------------------------------------------------------------------------------- | ---------- |
| Godzina: 15:00 | M. Gilak 11' L. Ščurko 32' H. Kuru 53' | (1:2, 1:1, 1:3) | 01' M. Paločko 14' M. Hovorka 28' M. Paločko 45' S. Kalousek 56' M. Uhrík 60' J. Jurík | Widzów: 50 |

| 21 sierpnia 2021 | HK Poprad | 2:3 pk. | MHk 32 Liptovský Mikuláš | Zimný štadión mesta Poprad |

| Szczegóły      | Szczegóły                      | Szczegóły                 | Szczegóły                                   | Szczegóły   |
| -------------- | ------------------------------ | ------------------------- | ------------------------------------------- | ----------- |
| Godzina: 19:00 | J. Livingston 03' A. Drgoň 54' | (1:1, 0:1, 1:0, 0:0, 0:1) | 19' M. Michalík 28' M. Paločko 65' T. Urban | Widzów: 620 |

| Lp. | Zespół                   | M | Pkt | Z | WpD | PpD | P | G+ | G- | +/- |
| --- | ------------------------ | - | --- | - | --- | --- | - | -- | -- | --- |
| 1   | MHk 32 Liptovský Mikuláš | 2 | 5   | 1 | 1   | 0   | 0 | 9  | 5  | +4  |
| 2   | HK Poprad                | 2 | 4   | 1 | 0   | 1   | 0 | 5  | 4  | +1  |
| 3   | HK Spišská Nová Ves      | 2 | 0   | 0 | 0   | 0   | 2 | 4  | 9  | -5  |

      = awans do finału,       = udział w meczu o 3 miejsce,       = udział w meczu o 5 miejsce
Grupa B
| 19 sierpnia 2021 | HC 21 Prešov | 1:5 | HC Pustertal–Val Pusteria | Zimný štadión mesta Poprad, Poprad |

| Szczegóły      | Szczegóły    | Szczegóły       | Szczegóły                                                            | Szczegóły   |
| -------------- | ------------ | --------------- | -------------------------------------------------------------------- | ----------- |
| Godzina: 15:00 | L. Lalik 23' | (0:3, 1:1, 0:1) | 6' I. Deluca 10' D. Glira 19' S. Berger 38' A. Bardaro 47' Z. Budish | Widzów: 100 |

| 20 sierpnia 2021 | HC 21 Prešov | 5:4 pk. | Cracovia | Zimný štadión mesta Poprad |

| Szczegóły      | Szczegóły                                                            | Szczegóły                 | Szczegóły                                               | Szczegóły  |
| -------------- | -------------------------------------------------------------------- | ------------------------- | ------------------------------------------------------- | ---------- |
| Godzina: 19:00 | M. Zagrapan 04' P. Halama 07' T. Klíma 29' A. Nauš 42' P. Halama 65' | (2:1, 1:1, 1:2, 0:0, 1:0) | 10' D. Kapica 27' E. Němec 52' Ł. Kamiński 54' A. Ježek | Widzów: 50 |
| Godzina: 19:00 | min. kar                                                             |                           | min. kar                                                | Widzów: 50 |

| 21 sierpnia 2021 | HC Pustertal–Val Pusteria | 1:2 pk. | Cracovia | Zimný štadión mesta Poprad |

| Szczegóły      | Szczegóły        | Szczegóły                      | Szczegóły                  | Szczegóły  |
| -------------- | ---------------- | ------------------------------ | -------------------------- | ---------- |
| Godzina: 15:00 | A. Zecchetto 32' | (0:0, 1:1, 0:0, d. 0:0 k. 0:1) | 25' D. Kapica 65' E. Němec | Widzów: 20 |
| Godzina: 15:00 | min. kar         |                                | min. kar                   | Widzów: 20 |

| Lp. | Zespół                    | M | Pkt | Z | WpD | PpD | P | G+ | G- | +/- |
| --- | ------------------------- | - | --- | - | --- | --- | - | -- | -- | --- |
| 1   | HC Pustertal–Val Pusteria | 2 | 4   | 1 | 0   | 1   | 0 | 6  | 3  | +3  |
| 2   | Cracovia                  | 2 | 3   | 0 | 1   | 1   | 0 | 6  | 6  | 0   |
| 3   | HC 21 Prešov              | 2 | 2   | 0 | 1   | 0   | 1 | 6  | 9  | -3  |

      = awans do finału,       = udział w meczu o 3 miejsce,       = udział w meczu o 5 miejsce

## Faza pucharowa
Mecz o 5 miejsce
| 22 sierpnia 2021 | HK Spišská Nová Ves | 5:3 | HC 21 Prešov | Zimný štadión mesta Poprad |

| Szczegóły      | Szczegóły                                                          | Szczegóły       | Szczegóły                                  | Szczegóły  |
| -------------- | ------------------------------------------------------------------ | --------------- | ------------------------------------------ | ---------- |
| Godzina: 11:00 | J. Beaudry 11' H. Kuru 23' I. Novák 37' M. Gilak 49' L. Ščurko 60' | (1:0, 2:2, 2:1) | 30' E. Šimun 31' M. Zagrapan 57' V. Fekiač | Widzów: 30 |
| Godzina: 11:00 | min. kar                                                           |                 | min. kar                                   | Widzów: 30 |

Mecz o 3 miejsce
| 22 sierpnia 2021 | HK Poprad | 2:3 | Cracovia | Zimný štadión mesta Poprad |

| Szczegóły      | Szczegóły                  | Szczegóły       | Szczegóły                                  | Szczegóły   |
| -------------- | -------------------------- | --------------- | ------------------------------------------ | ----------- |
| Godzina: 15:00 | F. Mešár 23' D. Skokan 30' | (0:1, 2:1, 0:1) | 19' E. Němec 32' M. Dudáš 42' A. Woroszyło | Widzów: 370 |

Finał
| 22 sierpnia 2021 | HC Pustertal–Val Pusteria | 3:1 | MHk 32 Liptovský Mikuláš | Zimný štadión mesta Poprad |

| Szczegóły      | Szczegóły                                      | Szczegóły       | Szczegóły    | Szczegóły   |
| -------------- | ---------------------------------------------- | --------------- | ------------ | ----------- |
| Godzina: 19:00 | M. Mantinger 2' L. L. Hasler 24' M. Caruso 39' | (1:1, 2:0, 1:0) | 15' J. Jurík | Widzów: 280 |

## Klasyfikacja turnieju
| Lp.   | Drużyna                   |
| ----- | ------------------------- |
| złoto | HC Pustertal–Val Pusteria |
|       | MHk 32 Liptovský Mikuláš  |
|       | Cracovia                  |
| 4     | HK Poprad                 |
| 5     | HK Spišská Nová Ves       |
| 6     | HC 21 Prešov              |